# Launay-Villiers

Launay-Villiers este o comună în departamentul Mayenne, Franța. În 2009 avea o populație de 396 de locuitori.